# Frit Danmark (forening)
 Denne artikel omhandler anti-indvandringsforeningen Frit Danmark. Opslagsordet har også en anden betydning, se Frit Danmark.
Frit Danmark er en politisk islamkritisk folkebevægelse baseret i Odense, der har som målsætning at Danmark skal være fri for (muslimsk) indvandring og deraf mottoet: "Frit Danmark Folkebevægelsen mod indvandring". Foreningen har været opstillet ved kommunalvalg og Regionalvalg i 2005 , 2009 og 2013. Foreningens formand er Michael Ellegaard.